# شاهزاده آلبرت (سوراخ‌کاری اندام جنسی)
شاهزاده آلبرت (به انگلیسی: Prince Albert، به اختصار: PA) یکی از رایج‌ترین سوراخ‌کاری‌های اندام جنسی در میان مردان است. تاریخچهٔ آن مبهم است و دلیل نامگذاریش مشخص نیست. احتمالا در دورهٔ ویکتوریا انجام می‌شده است. شاهزاده آلبرت حلقه-سوزنی است که از لولهٔ خروج ادرار در آلت مردی وارد شده و از سوراخ ایجاد شده در زیر سرنره خارج می‌شود. البته این نوع سوراخ کاری با سوراخ کاری برعکس شاهزاده آلبرت که در آن حلقه از لولهٔ خروج ادرار وارد و از روی سرنره خارج می‌شود، متفاوت است.
سوراخ‌کاری شاهزاده آلبرت نسبت به سوراخ‌کاری‌های دیگر ساده‌تر است و درد آن کم‌تر می‌باشد. این سوراخ‌کاری در هر دو گروه مردان دارای غلفه و مردان ختنه‌شده قابل انجام است.

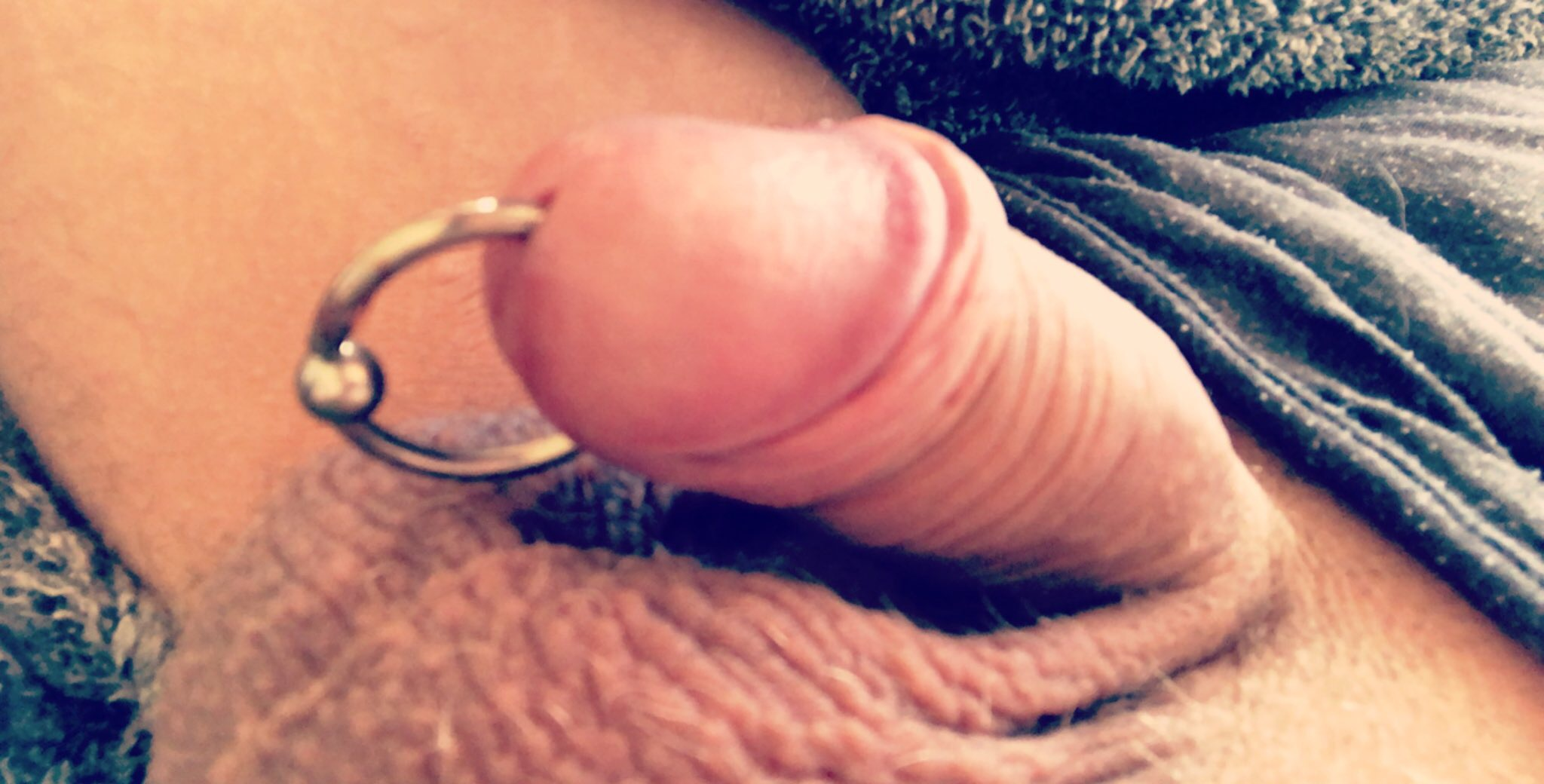
میکروپنیس با پیرسینگ پرنس (شاهپور) آلبرت

## خطرها
سوراخ‌کاری اندام جنسی بطور کلی خطر ابتلا به ایدز و هپاتیت ب و سی را افزایش می‌دهد. عفونت، واکنش‌های آلرژیک و ایجاد زخم در هنگام آمیزش جنسی از دیگر خطرات سوراخ‌کاری اندام جنسی است و میتواند در ادرار کردن مشکلاتی ایجاد کند.

## همچنین ببینید
- پیرسینگ ژنیتال
- پیرسینگ پاکدامنی
- سوندگذاری شاشراهی